# Haxhi Lleshi
Haxhi Lleshi (Reshan, 1913. január 5. vagy május 1. – Tirana, 1998. január 1.) albán kommunista politikus, katonatiszt. A második világháborút partizánparancsnokként harcolta végig, majd a pártállami Albánia kiépülésének időszakában belügyminiszter (1944–1946) és tárca nélküli miniszter (1946–1950) volt. Csaknem három évtizeden keresztül, 1953-tól 1982-ig volt az albán nemzetgyűlés elnöki tanácsának elnöke. A rendszerváltást követően, 1996-ban emberiesség elleni bűntettek vádjával elítélték.

## Életútja
Tehetős muszlim család sarjaként született a Dibra vidéki Reshan faluban. Nagybátyja, Aqif Lleshi (1894–1943) politikai aktivista volt, aki a második világháborús ellenállási mozgalomból is kivette a részét. Lleshi 1936-tól a Belgrádi Egyetem hallgatója volt, de nem tudta elkötelezni magát az értelmiségi pálya iránt, így tanulmányait 1939-ben félbeszakította.

### A második világháborúban
Ezt követően hazatért, és 1941-től szűkebb pátriájában, Dibrában, valamint a Mat és a Drin folyók vidékén, valamint szórványosan Koszovóban harcolt a megszálló Olasz Királyság alakulatai ellen. Csatlakozott az 1941-ben megalakult Albán Kommunista Párthoz, majd 1942 szeptemberében részt vett annak pezai konferenciáján. Az ennek alkalmával létrehozott, több politikai szárnyvonalat, ellenálló szervezetet is egyesítő Nemzeti Felszabadítási Mozgalom tíztagú elnökségének tagja lett. 1943 júliusában a második labinoti konferencián megalakították a Nemzeti Felszabadítási Hadsereget, amelynek vezérkari tagja lett.
A világháború utolsó két évében Dibrában folytatta a fegyveres harcot, partizánalakulata élén több sikert is elkönyvelhetett. 1943 júniusában a gosztivar–debari úton semmisítettek meg egy olasz motorizált katonai konvojt. Az olasz kapitulációt követően, 1943 őszén a Nemzeti Front gerilláival és a jugoszláv kommunista partizánokkal együttműködve részt vett Debar városának felszabadításában, és a Dibra-vidék katonai parancsnoka lett. Az olasz megszállók helyére azonban csakhamar a Harmadik Birodalom fegyveres erői vonultak be, és Lleshi partizánjai Debart és Peshkopiát feladva visszavonultak a dibrai hegyek közé.
Lleshi partizánalakulata az ezt követően megalakult I. Partizánbrigád első zászlóalja lett, és 1944 nyarán sikeresen felszabadította Peshkopiát. 1944. július 8-án a kollaboráns Halil Alija fushë-alijai bázisa ellen vonult, de másnap súlyos vereséget szenvedett, 300 emberéből ötven elesett. Ezt tetézte, hogy a kudarcot látva a környék lakossága is ellenük fordult, és már Peshkopiába sem térhettek vissza. A következő időszakban Lleshi hol bevonult Peshkopiába, hol kiszorították őt a városból, mígnem végül az I. Partizánbrigád Mehmet Shehu vezette további alakulatai érkeztek segítségükre, és Dibra vidéke végleg felszabadult.

### Pártállami politikai pályafutása
Albánia 1944. novemberi felszabadulása idején Lleshi már az Albán Kommunista Párt katonai és politikai vezetéséhez tartozott. Az 1944. május 28-án Përmetben megalakított ideiglenes kormányszervben, a Nemzeti Felszabadítás Antifasiszta Tanácsában a belügyi biztosi posztot kapta meg, október 23-ától pedig már belügyminiszterként folytatta a tárca vezetését egészen 1946. március 21-éig. 1946. március 22-étől Enver Hoxha kormányaiban volt tárca nélküli miniszter egészen 1950. július 4-éig. Időközben egy éven keresztül, 1948. november 23-ától 1949. november 16-áig a párt ellenőrző bizottságának elnöki feladatait is ellátta.
1953. augusztus 1-jén választották meg az Albán Népgyűlés Elnöki Tanácsának elnökévé, ezt a posztot 1982. november 22-éig töltötte be. E tisztségében jobbára névleges, az államfői szerephez hasonló jogkörök illették meg, formálisan az Albán Népköztársaság legfőbb közjogi méltóságai közé tartozott. Ugyanakkor a legszűkebb politikai vezetésbe, a párt politikai bizottságába soha nem jutott be, noha megalapításától kezdve részt vett a kommunista párt vezetésében, és katonai rangját a háború után is megtarthatta. 1956-ig kellett várni, hogy Lleshit beválasszák a párt központi bizottságába.
Formális politikai szerepköre csupán szűk mozgásteret biztosított számára. Pályájának legemlékezetesebb momentuma volt, amikor a szovjet–albán kapcsolatok megromlása után, 1960 júniusában magas szintű pártdelegációt vezetett Kínába, Észak-Vietnámba és Észak-Koreába, amelynek tagja volt Liri Belishova és Gogo Nushi is. Vélhetően a személye, magánélete körüli botrányok vezettek 1982-es lemondásához.

### A rendszerváltás után
1995-ben nyomozás indult Haxhi Lleshi ellen, a legfőbb vádpont több rendbeli emberölésben felbujtóként való részvétel volt, számlájára írták az államkommunista érában a határon átszökni próbáló, de menekülés közben lelőtt albánok halálát. 1995. december 16-án házi őrizetbe került. Az ellene indított per már emberiesség elleni bűntett vádjával folyt le. Az 1996 májusában kihirdetett ítélet kimondta bűnösségét, előrehaladott korára való tekintettel azonban óvadék ellenében szabadlábon maradhatott.

## Magánélete
A külvilág számára Haxhi Lleshi a pártfőtitkár Enver Hoxha egyik legrégibb, legmegbízhatóbb és leghívebb elvtársaként volt ismert. Egy 1981-ben forgatott propagandafilmben például Hoxha két bajtársába – Lleshibe és Myslim Pezába – karolva sétál a tiranai kádernegyedben, a Bllokban. Ugyanakkor Hoxha azóta nyilvánossá vált naplóiból rekonstruálható, hogy a pártfőtitkár morálisan megkérdőjelezhető, megbízhatatlan, zavarkeltő alaknak tartotta Lleshit, aki körül az 1980-as évek elejére a magánéleti botrányok is állandóvá váltak. Lleshi alig titkolt viszonyt folytatott titkárnőjével. A „kommunista erkölccsel összeegyeztethetetlen”, kényes helyzetet a politikai bizottság igyekezett elsimítani, de időközben Lleshi felesége és már nagykorú fia nyilvánosan is dehonesztáló kijelentéseket tettek Lleshire, ami Hoxha meglátása szerint a pártba vetett közbizalom megingásához vezethetett volna. Ezért Lleshi beleegyezésével az asszonyt és a fiút vidékre internálták, ahol mezőgazdasági munkát végeztek.